# Megoura dooarsis
Megoura dooarsis är en insektsart. Megoura dooarsis ingår i släktet Megoura och familjen långrörsbladlöss. Inga underarter finns listade i Catalogue of Life.